# 伯言大兒
巴颜达尔（?—?，明人记为伯言大兒），號伊勒登（明人记为以儿邓，误写成“以邓儿”），合稱巴颜达尔伊勒登。明末内喀尔喀札鲁特部首領。高祖父是達延汗，曾祖父阿爾楚博罗特，祖父和尔朔齐哈萨尔，父親是兀把賽（委正，和尔朔齐哈萨尔庶長子）。他是札鲁特左翼旗始祖內齊的祖父。
萬曆三年（1575年）冬，以儿邓的五叔炒花大会黑石炭、黄台吉、卜言台周、以儿邓、暖兔、拱兔、堵剌儿（以儿邓的弟弟）等二万余骑，从平虏堡南掠。萬曆九年（1581年）正月，土蛮与黑石炭，大、小委正，卜言台周，脑毛大，黄台吉，以儿邓，暖兔，拱兔，炒户儿聚兵塞下，谋入广宁。四月，黑石炭、以儿邓、小歹青、卜言兔（以儿邓的二叔速把亥子）入辽阳。十三年（1585年）二月，把兔儿报父速把亥之仇，偕从父炒花、姑婿花大纠合以儿邓等以数万骑入掠沈阳，都被遼東總兵李成梁擊退。萬曆三十九年（1611年）炒花第三子色特纠和宰赛（兀把賽弟弟兀班之孫）、以儿邓，二人不应。於是东纠卜言顾、伯要儿，西纠哈剌汉乃蛮，進犯清河，被麻貴擊溃。以儿邓大惧，代炒花向明朝求和，边境乃宁。

## 子嗣
明萬曆年間张鼐著《遼夷略》記有十子：
1. 舍剌把败（子果兔儿、把什汉、刺把什），拥兵千余。
2. 哈刺把拜（子刺伴、刺什气、什伯兔、歹青、桑阿寨），拥兵约千余骑。
3. 妆难（子得勒革免、色捧）[4]
4. 妆兔（子阿卜大台吉州，我速苦利），拥兵各五百余[5]。
5. 小耳只革（子果木台吉州、歹安台吉）
6. 伯倍（子朱身）
7. 果丙免（子三袄儿），拥兵四百余[6]。
8. 火把台州（子抄花），拥兵三百余。
9. 把秃男，拥兵三百余。
10. 奴台（子昂革台吉），拥兵三百余。

另外，《清史稿·藩部札鲁特傳》還記有次子：赓根；五子：昂安。